# Rostysław Wołoszynowycz
Rostysław Zinowijowycz Wołoszynowycz, ukr. Ростислав Зіновійович Волошинович (ur. 23 maja 1991 we wsi Broszniów-Osada, w obwodzie iwanofrankiwskim) – ukraiński piłkarz, grający na pozycji pomocnika.

## Kariera piłkarska

### Kariera klubowa
Wychowanek amatorskiego klubu Krono-Karpaty Broszniów-Osada, w barwach którego wiosną 2011 rozpoczął karierę piłkarską. Latem 2014 został zaproszony do FK Tarnopol. Po roku przeniósł się do klubu Nywy Tarnopol. 11 kwietnia 2016 jako wolny agent zasilił skład Weresu Równe, a 16 lipca 2017 debiutował w Premier Lidze. W lipcu 2018 po zamianie miejsc ligowych dwóch klubów został piłkarzem FK Lwów. 14 stycznia 2019 przeniósł się do Wołyni Łuck.